# يوسوك كاواساكي
يوسوك كاواساكي (بالإنجليزية: Yōsuke Kawasaki)‏ هو موسيقي وعازف كمان أمريكي، ولد في مايو 1977 في نيويورك في الولايات المتحدة.

## وصلات خارجية
- يوسوك كاواساكي على موقع ميوزك برينز (الإنجليزية)
- يوسوك كاواساكي على موقع ديسكوغز (الإنجليزية)